# پورتکورنو
پورتکورنو (به انگلیسی: Porthcurno) یک روستا در بریتانیا است که در St Levan واقع شده‌است.